# Милорад Кривокапић (рукометаш)
Милорад Кривокапић (Сента, 30. јул 1980) је српски рукометаш који тренутно игра за репрезентацију Мађарске. Афирмацију је стекао у каћком Југовићу. Играо за репрезентацију Србије и Црне Горе док је селектор био Веселин Вујовић.

## Клубови
Афирмацију је стекао у Југовићу, у време када су Каћани освојили Челенџ Куп. Из Југовића одлази у мађарски Дунафер где се задржава три године а затим проводи пет сезона у Пик Сегеду. Од 2010. до 2014. је играо за словеначки Цимос Копер, а од 2014. игра у Израелу. Сезону 2014/15. је провео у Макаби Ришон Лециону а од 2015. игра за Хапоел Ришон Лецион.

## Репрезентација
Кривокапић је прво наступао за репрезентацију Србије и Црне Горе, а 2006. године је стекао право на мађарско држављанство будући да је у тој земљи дужи низ година играо за тамошње клубове. Године 2009. је прошло трогодишње раздобље од последњег наступа за Србију и Црну Гору па је Кривокапић стекао могућност наступа за Мађарску. Са мађарском репрезентацијом наступао је на Европским првенствима 2010. у Аустрији и 2012. у Србији и на Светском првенству 2013 у Шпанији.

## Трофеји
Југовић
- ЕХФ Челенџ куп : 2001.

 Пик Сегед
- Првенство Мађарске : 2007.
- Куп Мађарске : 2006, 2008.

 Цимос Копер
- Првенство Словеније : 2011.
- Куп Словеније : 2011.